# ألكسندر سيرغييف
ألكسندر سيرغييف هو لاعب كرة قدم روسي في مركز الوسط، ولد في 29 مايو 1998 في أوليانوفسك في روسيا. لعب مع نادي كراسنودار.